# 東松戸ゆいの花公園

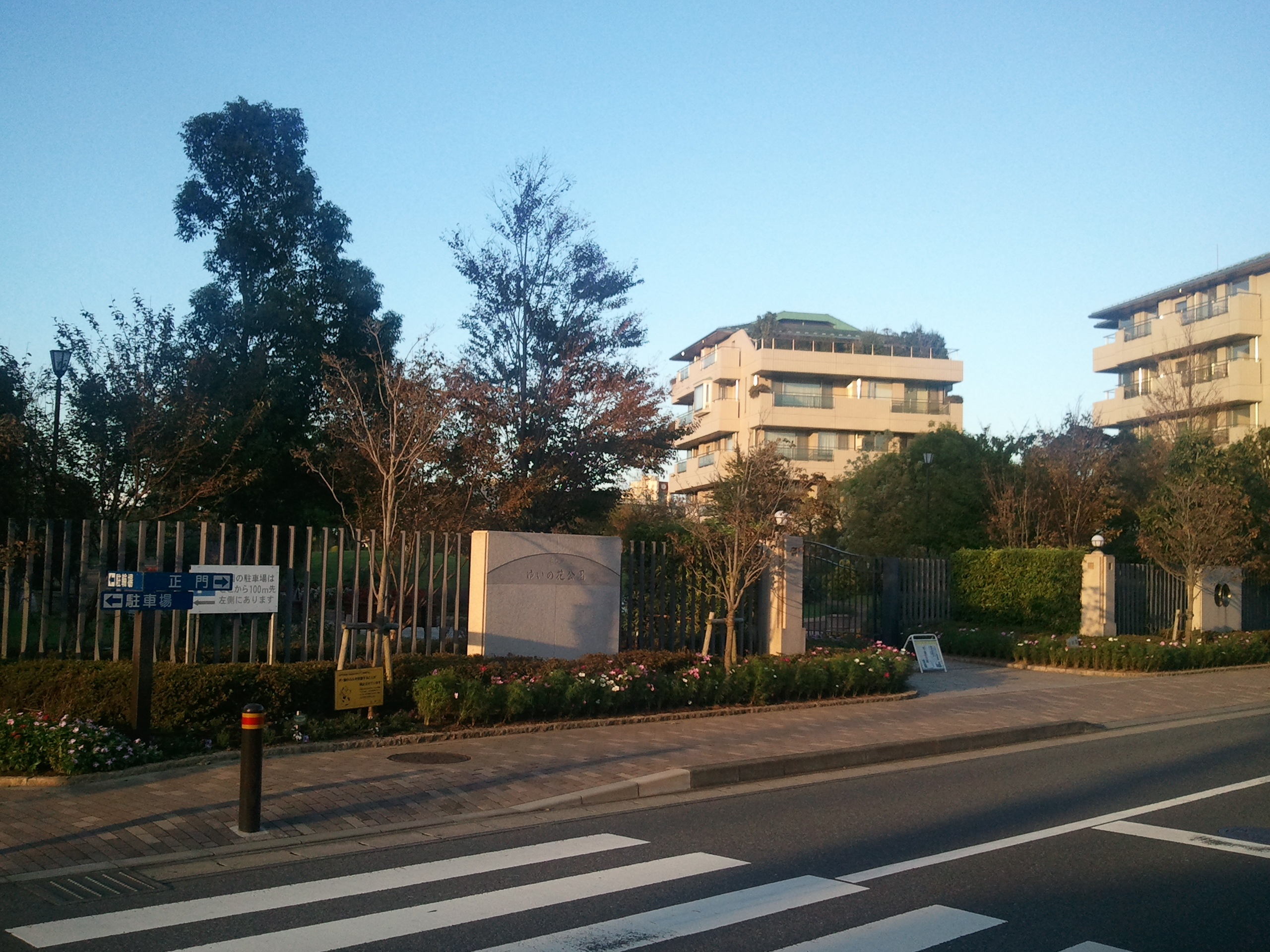
入口

東松戸ゆいの花公園（ひがしまつどゆいのはなこうえん）は、千葉県松戸市東松戸1丁目17番の1にある公園である。公園分類は、特殊公園（植物公園)である。

## 概要
個人が自費で私有地を整備し、誕生した公園である。完成後に松戸市に寄贈され、2007年5月19日に開園した。
維持管理は市から委託を受けたボランティア団体・松戸花壇作りネットワークが行い、市民参加型の公園を目指している。
公園の名称の「ゆい（結い）の花」とは実際にある花のことではなく、市民一人ひとりが「花」によって「結」ばれる願いを意味するものである。結を参照のこと。

## 施設

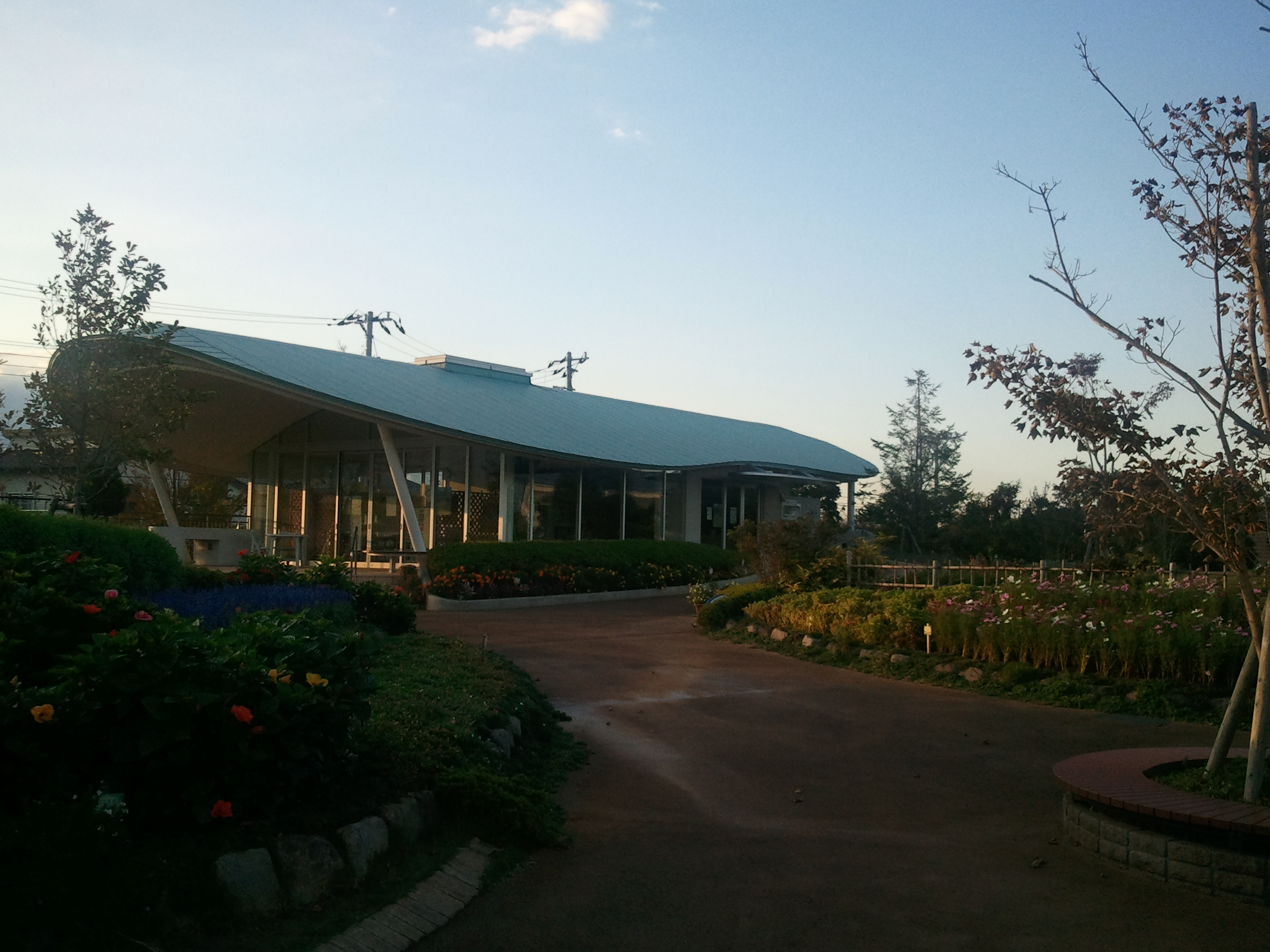
マグノリアハウス

公園の面積は、約1ヘクタールである。やわらかな芝生が敷き詰められ、ベンチやパーゴラも設置されている。花やハーブが植えられた丘、山野草が植えられたロックガーデンが設けられている。より花や緑に親しんでもらうため、園内のあちこちに植物の名前の書かれたプレートが添えられている。

### 公園管理センター
モクレンの花びらをイメージしたガラス張りの「マグノリアハウス」。談話室や花の講習会の会場として、また休憩スペースとしても利用できる。花と緑の情報を調べるための書籍やパソコンも用意されている。
身体障害者対応のトイレがある。

### 駐車場
40台（公園まで徒歩1分）。駐輪場もある。

## 開園時間
- 3月～10月：午前9時より午後5時まで（マグノリアハウスは午後4時30分まで）
- 11月～2月：午前9時より午後4時30分まで（マグノリアハウスは午後4時まで）

入園無料。

## 休園日
- 毎週月曜日（祝日・休日にあたる場合はその翌日）
- 年末年始（12月28日から1月4日）

## 交通アクセス
- JR武蔵野線・北総鉄道北総線東松戸駅　徒歩8分
- 京成バス千葉ウエスト市立高校・紙敷車庫